# 上北台
上北台（かみきただい）は、東京都東大和市の町名。現行行政地名は上北台一丁目から上北台三丁目。郵便番号207-0023。

## 地理
東大和市の西部に位置する。東から時計回りに、東大和市立野、東大和市桜が丘、武蔵村山市大南、武蔵村山市緑が丘、東大和市芋窪、に隣接する。

## 交通

### 鉄道
| 街区内の駅                                                                    | 隣接する街区の駅                         |
| ----------------------------------------------------------------------------- | ---------------------------------------- |
| 多摩都市モノレール線 - 上北台駅(TT 19) 多摩都市モノレール線 - 桜街道駅(TT 18) | 多摩都市モノレール線 - 玉川上水駅(TT 17) |

※西武鉄道拝島線の玉川上水駅は、設備所在地は立川市幸町となる。

### バス
- 立川バス上水営業所…周辺の路線を運行している。

### 道路
- 都道
  - 東京都道5号新宿青梅線 (青梅街道)
  - 東京都道43号立川東大和線（芋窪街道新道）